# Американские боги (телесериал)
«Америка́нские бо́ги» (англ. American Gods) — американский фэнтезийный драматический телесериал, основанный на одноимённом романе Нила Геймана и разработанный Брайаном Фуллером и Майклом Грином для кабельного канала Starz. Производством сериала занималась компания FremantleMedia, а его дистрибуцией занималось отделение Lionsgate Television. Премьера первого сезона состоялась 30 апреля 2017 года. Фуллер и Грин выступали в качестве шоураннеров в первом сезоне, и их заменил Джесси Александер во втором сезоне. Чарльз Х. Эгли стал шоураннером третьего сезона. Гейман является исполнительным продюсером сериала.
Рики Уиттл играет главного героя сериала, Тень Мун, который, после выхода из тюрьмы, встречает странного человека по имени мистер Среда (Иэн Макшейн), и вскоре оказывается втянутым в масштабный конфликт между Старыми Богами и Новыми Богами, которые становятся сильнее с каждым днём. В мае 2017 года сериал был продлён на второй сезон, премьера которого состоялась 10 марта 2019 года. На следующей неделе Starz продлило «Американских богов» на третий сезон, премьера которого состоялась 10 января 2021 года. В марте 2021 года сериал был закрыт после окончания третьего сезона.
Сериал получил похвалу за визуальный стиль и актёрскую игру, а также две номинации на 69-й церемонии премии «Эмми» за лучший дизайн титров и лучшие визуальные эффекты, но не выиграл ни в одной из категорий. Он также получил три номинации на 8-й церемонии премии «Выбор телевизионных критиков», включая за лучший драматический сериал, лучший актёр в драматическом сериале для Макшейна и лучшая актриса второго плана в драматическом сериале для Джиллиан Андерсон.

## Сюжет
Сериал сосредоточен на человеке по имени Тень, который выходит из тюрьмы на несколько дней раньше положенного срока. За день до этого он узнает, что его жена Лора погибла в автокатастрофе. На воле Тень встречается с загадочным человеком по имени Мистер Среда, который вовлекает его в войну между «Старыми» и «Новыми» богами.

## В ролях

### Главные роли
- Рики Уиттл — Тень Мун, бывший заключенный, который становится телохранителем Мистера Среды[1][2].
- Эмили Браунинг — Лора Мун, жена Тени Муна[3]. Браунинг также играет Эсси Макгоуэн, ирландку, чья вера в лепреконов меняет курс её жизни[4].
- Криспин Гловер — Мистер Мир, новый бог глобализации и лидер «Новых Богов»[5].
- Йетиде Бадаки — Билкис, Богиня любви[6].
- Брюс Лэнгли — Техномальчик, новый бог технологии[6].
- Пабло Шрайбер — Сумасшедший Суини (1—2 сезоны), лепрекон на службе у мистера Среды[7].
- Иэн Макшейн — Мистер Среда, мошенник и бог Один[2].
- Орландо Джонс — Мистер Нанси (второстепенная роль — 1 сезон; основной состав — 2 сезон), ганский бог-обманщик Ананси. Он работает портным[8].
- Муса Крэйиш — Джинн (второстепенная роль — 1 сезон; основной состав — 2 сезон), мифическое существо огня, который, переживая за свою безопасность, думает сбежать из США[9].
- Омид Абтахи — Салим (второстепенная роль — 1 сезон; основной состав — со 2 сезона), иностранец, который является «одной половинкой несчастных любовников»[10]. У него был сексуальный контакт с Джинном, переодетым в таксиста.
- Демор Барнс — Мистер Ибис (второстепенная роль — 1 сезон; основной состав — со 2 сезона), хранитель историй прошлого и настоящего, египетский бог Тот[8].
- Девери Джейкобс — Сэм Чёрная ворона (гостевая роль — 2 сезон; основной состав — 3 сезон), яростная и уверенная в себе студентка-автостопщица. Она духовно цинична для той, кто утверждает, что верит во многое[11][12].
- Эшли Рейес — Корделия (3 сезон), отчисленная из колледжа бунтарка, которая разбирается в технологиях и работает на мистера Среду[13].

### Второстепенные роли
- Джиллиан Андерсон — новая богиня Медиа (1 сезон)[14]. Она появляется в виде известных личностей, среди которых Люси Рикардо, Мэрилин Монро, Дэвид Боуи и Джуди Гарленд[15]. После ухода Андерсон из сериала, для второго сезона роль была переделана и переименована как Новая Медиа.
- Клорис Личмен — Зоря Вечерняя, старшая из трёх сестёр, которые следят за звёздами[9].
- Петер Стормаре — Чернобог, славянский бог тьмы, смерти и зла, который подозревает мотивы Среды и неохотно оказывает ему свою помощь[9].
- Крис Оби — Мистер Шакал, египетский бог мёртвых Анубис[9].
- Бетти Гилпин — Одри, жена Робби и лучшая подруга Лоры.
- Бет Грант — Джек, владелица бара, где Тень встречает мистера Среду[16].
- Кахён Ким — новая богиня Новая Медиа (2 сезон)[11][17].
- Сакина Джаффри — Мама-Джи (2 сезон), официантка в мотеле Америка и индуистская богиня смерти и освобождения, Кали. Со своим ожерельем из черепов, язвительным умом и свободным духом, она достойна любого могущественного бога и человека[18].
- Блайт Даннер — Деметра (3 сезон), греческая богиня урожая и плодородия. У Деметры неразрешённая романтическая история с мистером Среда[19].
- Иван Реон — Лиам Дойл (3 сезон), бармен-лепрекон, которого Лора встречает во время своего стремления отомстить мистеру Среде[20].

### Заметные гости
- Джонатан Такер — Лоу Ки Лайсмит, друг Тени в тюрьме[5].
- Марта Келли — Зоря Утренняя, молчаливая средняя сестра Зори[21].
- Эрика Каар — Зоря Полуночная, младшая из сестёр Зорь, которая спит днем и появляется только поздно ночью[21].
- Дейн Кук — Робби, лучший друг Тени[22].
- Кристин Ченовет — Остара, германская богиня рассвета[23].
- Корбин Бернсен — Вулкан, бог, который обновил себя, объединив оружие и тех, кто поклоняется ему[24].
- Джереми Дэвис — Иисус[25].
- Конфиданс — Окойе, раб, который возглавляет революцию[26].
- Дин Уинтерс — мистер Город (2 сезон), жестокий и эффективный агент, которому новые Боги поручили выяснить, что Тень знает о плане мистера Среды[11].
- Эндрю Кодзи — мистер Се (2 сезон), топ-менеджер компании в Кремниевой долине[27].
- Мэрилин Мэнсон — Йохан (3 сезон), берсерк, лидер группы Blood Death.
- Дэнни Трехо — Мистер Мир (3 сезон, эпизоды 6 и 7)[28]

## Эпизоды
| Сезон | Сезон | Эпизоды | Оригинальная дата показа | Оригинальная дата показа |
| Сезон | Сезон | Эпизоды | Премьера сезона          | Финал сезона             |
| ----- | ----- | ------- | ------------------------ | ------------------------ |
|       | 1     | 8       | 30 апреля 2017           | 18 июня 2017             |
|       | 2     | 8       | 10 марта 2019            | 28 апреля 2019           |
|       | 3     | 10      | 10 января 2021           | 21 марта 2021            |

### Сезон 1 (2017)
| № общий | № в сезоне | Название                                                 | Режиссёр          | Телесценарий                                  | Дата премьеры  | Зрители в США (млн) |
| ------- | ---------- | -------------------------------------------------------- | ----------------- | --------------------------------------------- | -------------- | ------------------- |
| 1       | 1          | «Сад костей» «The Bone Orchard»                          | Дэвид Слэйд       | Брайан Фуллер и Майкл Грин                    | 30 апреля 2017 | 0,975               |
| 2       | 2          | «Секрет ложек» «The Secret of Spoons»                    | Дэвид Слэйд       | Майкл Грин и Брайан Фуллер                    | 7 мая 2017     | 0,710               |
| 3       | 3          | «Голова, полная снега» «Head Full of Snow»               | Дэвид Слэйд       | Брайан Фуллер и Майкл Грин                    | 14 мая 2017    | 0,716               |
| 4       | 4          | «Ушёл мерзавец» «Git Gone»                               | Крэйг Зобел       | Майкл Грин и Брайан Фуллер                    | 21 мая 2017    | 0,631               |
| 5       | 5          | «Вы с запахом лимона» «Lemon Scented You»                | Винченцо Натали   | Дэвид Грациано                                | 28 мая 2017    | 0,666               |
| 6       | 6          | «Убийство богов» «A Murder of Gods»                      | Адам Кейн         | Шеймас Кевин Фэйи, Майкл Грин и Брайан Фуллер | 4 июня 2017    | 0,607               |
| 7       | 7          | «Молитва о Сумасшедшем Суини» «A Prayer for Mad Sweeney» | Адам Кейн         | Мария Мельник                                 | 11 июня 2017   | 0,629               |
| 8       | 8          | «Приди к Иисусу» «Come to Jesus»                         | Флория Сигизмонди | Бека Брунстеттер, Майкл Грин и Брайан Фуллер  | 18 июня 2017   | 0,774               |

### Сезон 2 (2019)
| № общий | № в сезоне | Название                                               | Режиссёр                | Телесценарий                             | Дата премьеры  | Зрители в США (млн) |
| ------- | ---------- | ------------------------------------------------------ | ----------------------- | ---------------------------------------- | -------------- | ------------------- |
| 9       | 1          | «Дом на скале» «House on the Rock»                     | Кристофер Дж. Бирн      | Нил Гейман и Джесси Александер           | 10 марта 2019  | 0,520               |
| 10      | 2          | «Обольстительный человек» «The Beguiling Man»          | Фредерик И. О. Туа      | Тайлер Динуччи и Андрес Фишер-Сентено    | 17 марта 2019  | 0,348               |
| 11      | 3          | «Мунин» «Muninn»                                       | Дебора Чоу              | Хэзер Беллсон                            | 24 марта 2019  | 0,329               |
| 12      | 4          | «Величайшая из историй» «The Greatest Story Ever Told» | Стэйси Пассон           | Питер Кэллоуэй и Адити Бреннан Капил     | 31 марта 2019  | 0,336               |
| 13      | 5          | «Пути мёртвых» «The Ways of the Dead»                  | Салли Ричардсон-Уитфилд | Родни Барнс                              | 7 апреля 2019  | 0,306               |
| 14      | 6          | «Донар Великий» «Donar the Great»                      | Рэйчел Талалэй          | Адриа Лэнг                               | 14 апреля 2019 | 0,240               |
| 15      | 7          | «Сокровище солнца» «Treasure of the Sun»               | Пако Кабесас            | Хэзер Беллсон                            | 21 апреля 2019 | 0,318               |
| 16      | 8          | «Лунная тень» «Moon Shadow»                            | Кристофер Дж. Бирн      | Адити Бреннан Капил и Джим Дейнджер Грэй | 28 апреля 2019 | 0,272               |

### Сезон 3 (2021)
| № общий | № в сезоне | Название                                                       | Режиссёр        | Телесценарий                  | Дата премьеры   | Зрители в США (млн) |
| ------- | ---------- | -------------------------------------------------------------- | --------------- | ----------------------------- | --------------- | ------------------- |
| 17      | 1          | «Зимняя сказка» «A Winter's Tale»                              | Джон Эмиел      | Дэвид Пол Фрэнсис             | 10 января 2021  | 0,209               |
| 18      | 2          | «Серьёзный лунный свет» «Serious Moonlight»                    | Джулиан Холмс   | Мозес Верно                   | 17 января 2021  | TBA                 |
| 19      | 3          | «Пепел и демоны» «Ashes and Demons»                            | Томас Картер    | Энн Кенни                     | 24 января 2021  | TBA                 |
| 20      | 4          | «Невидимые» «The Unseen»                                       | Эва Сёрхёуг     | Ник Гилли                     | 31 января 2021  | TBA                 |
| 21      | 5          | «Восход сестры» «Sister Rising»                                | Ник Копус       | Дэмиан Киндлер                | 14 февраля 2021 | TBA                 |
| 22      | 6          | «Совесть короля» «Conscience of the King»                      | Марк Тинкер     | Арик Авелино                  | 21 февраля 2021 | TBA                 |
| 23      | 7          | «Огонь и лёд» «Fire and Ice»                                   | Рэйчел Голдберг | Энн Кенни и Дэвид Пол Фрэнсис | 28 февраля 2021 | TBA                 |
| 24      | 8          | «Восторг горения» «The Rapture of Burning»                     | Тим Саутэм      | Холли Мойер                   | 7 марта 2021    | TBA                 |
| 25      | 9          | «Эффект озера» «The Lake Effect»                               | Метин Хусейн    | Лора Пьюзи и Дэмиан Киндлер   | 14 марта 2021   | TBA                 |
| 26      | 10         | «Слёзы несущего гнев дерева» «Tears of the Wrath-Bearing Tree» | Рассел Ли Файн  | Лора Пьюзи и Райан Спенсер    | 21 марта 2021   | TBA                 |

## Производство

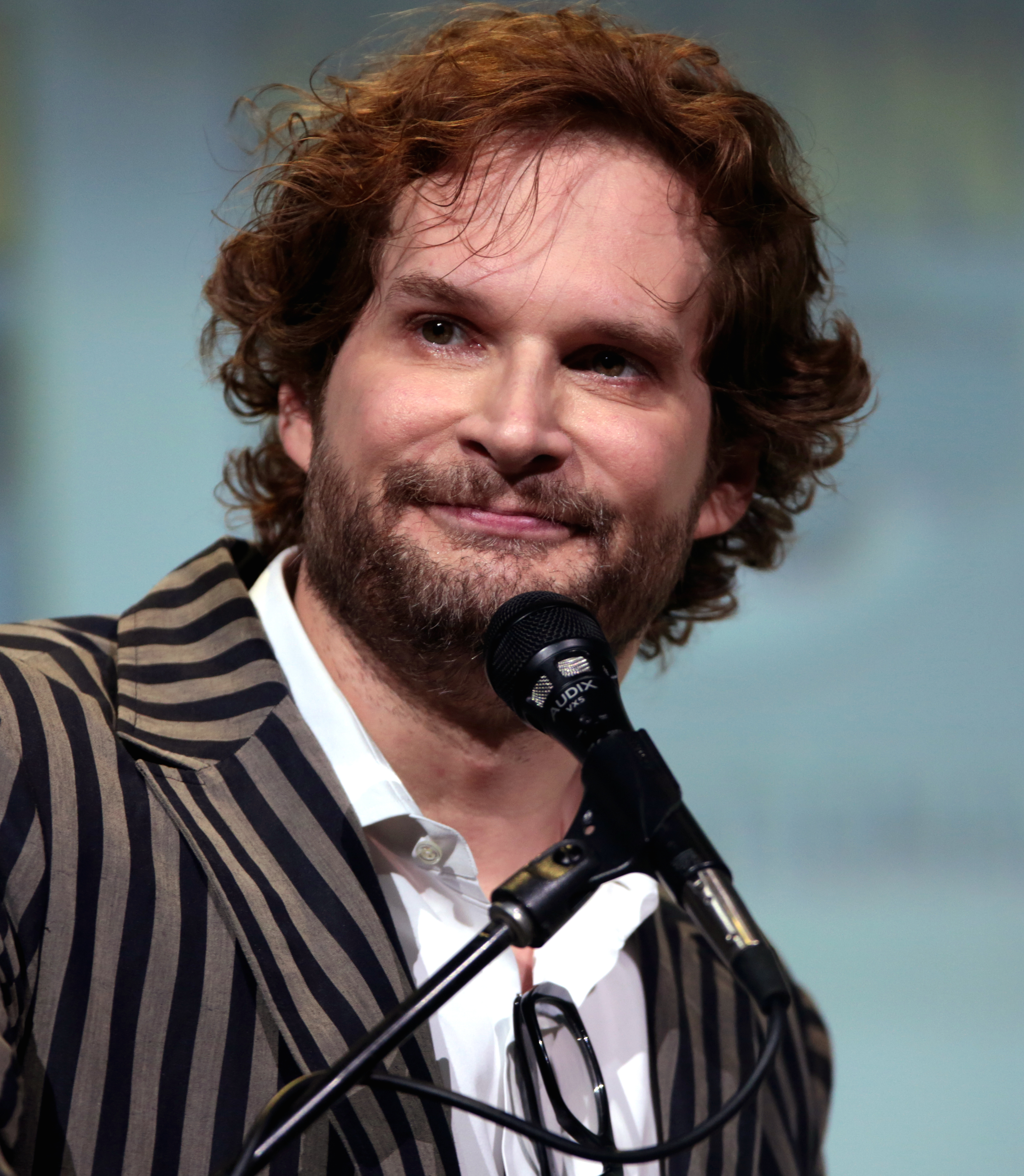
Брайан Фуллер

### Разработка
В 2011 году, на Эдинбургском международном книжном фестивале, автор «Американских богов» Нил Гейман заявил, что HBO выразило заинтересованность в адаптации романа в телесериал. В марте 2013 года Гейман рассказал о ходе реализации проекта на Международном студенческом кинофестивале в Кембридже и подтвердил, что первый эпизод будущего сериала будет «содержать новые элементы и детали», оставаясь при этом «очень похожим на первые главы книги». Он также прокомментировал, что книга будет составлять только первые два сезона шоу, и что он всё ещё работает над сценарием пилотного эпизода, так как его первый сценарий не был достаточно близок к его книге, и это не сильно удовлетворяло HBO. В ноябре 2013 года Гейман объявил на Reddit, что работа над сериалом по-прежнему ведётся, но уже не на HBO. В 2014 году президент HBO Майкл Ломбардо сказал, что проект был заброшен, потому что они не смогли написать подходящий сценарий: «Мы пробовали трёх разных сценаристов, мы приложили много усилий. Некоторые вещи просто не происходят».
В феврале 2014 года FremantleMedia приобрело права на экранизацию романа. В июле 2014 года было объявлено, что Starz будет разрабатывать сериал вместе с Брайаном Фуллером и Майклом Грином. Фуллер заявил, что сериал будет «[следовать] за событиями книг, но при этом будет расширять эти события и расширять точку зрения, чтобы выйти за пределы Тени и Среды». Было дано разрешение на то, чтобы сериал включал в себя элементы из компаньона книги, «Дети Ананси». Фуллер также подтвердил, что Гейман принимал «активное участие» в производстве, и выразил надежду, что Гейман сам станет сценаристом одного из эпизодов.
16 июня 2015 года Starz официально объявило, что дало сериалу зелёный свет. В мае 2015 года шоураннер Брайан Фуллер подсчитал, что шоу, скорее всего, выйдет в эфир в «конце 2016 года»; однако премьера состоялась в апреле 2017 года, и первый сезон состоял из восьми эпизодов.
10 мая 2017 года сериал был продлён на второй сезон. 29 ноября 2017 года было объявлено, что Фуллер и Грин покинули шоу и что их заменят в качестве шоураннеров во втором сезоне, завершив до этого написание примерно половины сценариев сезона. 2 февраля 2018 года Джесси Александер, сценарист сериалов Фуллера «Ганнибал» и «Звёздный путь: Дискавери», был объявлен сошоураннеров второго сезона вместе с Гейманом. Производство второго сезона началось в апреле 2018 года, а его премьера состоялась 10 марта 2019 года.

### Сценарий
Фуллер заявил, что он хотел, чтобы Старые Боги были изображены как шероховатые и неотёсанные, чтобы «продемонстрировать хорошо изношенные аспекты их религий и последствия того, что бывает, когда в них давно не верят», в то время как Новые Боги изображены как изящные и обновлённые с их технологией, чтобы просветить «насколько они ценны и соответствующие, в своих религиях».

### Подбор актёров
28 января 2016 года Рики Уиттл получил главную роль Тени Муна. 2 марта 2016 года было объявлено, что Иэн Макшейн был взят на роль мистера Среды. Позже в марте было объявлено, что Эмили Браунинг сыграет Лору Мун, жену Тени. 23 марта 2016 года стало известно, что Шон Харрис, Йетиде Бадаки и Брюс Лэнгли сыграют роли Сумасшедшего Суини, Билкис и Техномальчика, соответственно. 14 апреля 2016 года Джонатан Такер и Криспин Гловер были утверждены на роли Лоу Ки Лайсмита и мистера Мира. 6 мая 2016 года было объявлено, что Шон Харрис покинул сериал по личным причинам, и пришлось искать нового актёра на роль Сумасшедшего Суини. 11 мая 2016 года было объявлено, что Пабло Шрайбер будет играть роль Сумасшедшего Суини. В июне 2016 года Джиллиан Андерсон получила роль богини Медиа.

## Маркетинг
Первый трейлер был выпущен 22 июля 2016 года на San Diego Comic-Con International.

## Трансляция
Премьера эпизодов «Американских богов» состоялась в воскресенье каждую неделю в США в приложении Starz, прежде чем выйти в эфир в этот же день на Starz в 9:00 вечера по восточному времени. Каждый эпизод был доступен на международном уровне на Amazon Video на следующий день после трансляции в США.

## Реакция

### Реакция критиков
Первый сезон «Американских богов» получил очень положительные отзывы от критиков. На Rotten Tomatoes сезон имеет рейтинг 92 %, со средним рейтингом 8,12, на основе 83 отзывов. Консенсус сайта гласит: «„Американские боги“ открывается серией дико амбициозных гамбитов — и вознаграждает веру зрителей многообещающим первым сезоном, визуальное богатство которого соответствует его повествовательному воздействию». На Metacritic у него рейтинг 77 из 100, на основе 36 отзывов, что указывает на «в целом благоприятные отзывы».
Мэтт Золлер Сайтц в своей рецензии для «New York Magazine» назвал шоу «странным, ошеломляющим шоу».

### Рейтинги
| № | Название                      | Дата показа    | Рейтинг (18—49) | Зрителей (миллионов) | DVR (18—49) | Зрителей DVR (миллионов) | Всего (18—49) | Всего зрителей (миллионов) |
| - | ----------------------------- | -------------- | --------------- | -------------------- | ----------- | ------------------------ | ------------- | -------------------------- |
| 1 | «Сад костей»                  | 30 апреля 2017 | 0,4             | 0,975                | N/A         | N/A                      | N/A           | N/A                        |
| 2 | «Секрет ложек»                | 7 мая 2017     | 0,3             | 0,710                | N/A         | N/A                      | N/A           | N/A                        |
| 3 | «Голова, полная снега»        | 14 мая 2017    | 0,3             | 0,716                | N/A         | 0,585                    | N/A           | 1,301                      |
| 4 | «Ушёл мерзавец»               | 21 мая 2017    | 0,3             | 0,631                | N/A         | 0,621                    | N/A           | 1,252                      |
| 5 | «Вы с запахом лимона»         | 28 мая 2017    | 0,3             | 0,666                | 0,3         | 0,733                    | 0,6           | 1,400                      |
| 6 | «Убийство богов»              | 4 июня 2017    | 0,2             | 0,607                | 0,3         | 0,671                    | 0,5           | 1,278                      |
| 7 | «Молитва о Сумасшедшем Суини» | 11 июня 2017   | 0,3             | 0,629                | N/A         | 0,588                    | N/A           | 1,218                      |
| 8 | «Приди к Иисусу»              | 18 июня 2017   | 0,3             | 0,774                | N/A         | 0,622                    | N/A           | 1,396                      |

### Награды
| Год  | Награда                        | Категория                                            | Номинант(-ы) | Результат | Прим.         |
| ---- | ------------------------------ | ---------------------------------------------------- | --- | --------- | ------------- |
| 2017 | «Эмми»                         | Лучший дизайн титров                                 | Патрик Клэр, Рауль Маркс, Девин Маурер и Джефф Хан | Номинация | [ 77 ]        |
| 2017 | «Эмми»                         | Лучшие визуальные эффекты                            | Кевин Тод Хауг, Дэвид Стамп, Джереми Болл, Бернис Шарлотта Хоус, Джессика Смит, Джош Карлтон, Пьер Баффин, Джеймс Купер и Аймерик Персевал (за «Сад костей») | Номинация | [ 78 ]        |
| 2017 | Black Reel                     | Лучшая приглашённая звезда: драматический сериал     | Орландо Джонс | Номинация | [ 79 ]        |
| 2018 | «Выбор телевизионных критиков» | Лучший драматический сериал                          | «Американские боги» | Номинация | [ 80 ]        |
| 2018 | «Выбор телевизионных критиков» | Лучший актёр в драматическом сериале                 | Иэн Макшейн | Номинация | [ 80 ]        |
| 2018 | «Выбор телевизионных критиков» | Лучшая актриса второго плана в драматическом сериале | Джиллиан Андерсон | Номинация | [ 80 ]        |
| 2018 | «Спутник»                      | Лучший жанровый телесериал                           | «Американские боги» | Номинация | [ 81 ]        |
| 2018 | «Сатурн»                       | Лучший телесериал в жанре фэнтези                    | «Американские боги» | Номинация | [ 82 ] [ 83 ] |
| 2018 | «Сатурн»                       | Лучший телеактёр                                     | Рики Уиттл | Номинация | [ 82 ] [ 83 ] |
| 2018 | «Сатурн»                       | Лучшее DVD или Blu-ray издание телесериала           | «Американские боги: Первый сезон» | Победа    | [ 82 ] [ 83 ] |